# Miroslav Macek
Pour les articles homonymes, voir Macek.
Miroslav Macek, né le 7 décembre 1944 à Litomyšl dans le protectorat de Bohême-Moravie et mort le 1er mai 2024 à Zábřeh dans le district de Šumperk, est un homme politique tchèque, ancien vice-Premier ministre de la République tchèque.
Ancien dentiste, il est connu pour son association avec le président tchèque Václav Klaus, sa profonde implication dans le Parti démocratique civique tchèque ainsi que sa tentative de « privatiser » pour lui-même une grande maison d'édition.
Il est devenu célèbre en mai 2006 pour avoir giflé David Rath, le ministre de la Santé, à une conférence de dentistes, l'accusant d'avoir insulté son épouse. David Rath avait annoncé publiquement que Macek s'était marié pour l'argent de sa femme.